# Scott Strausbaugh
Scott Strausbaugh (York, Pensilvânia, 23 de julho de 1963) é um canoísta de slalom norte-americano na modalidade de canoagem.
Foi vencedor da medalha de Ouro em slalom C-2 em Barcelona 1992, junto com o seu companheiro de equipe Joe Jacobi.